# Abklatsch (Hygiene)
Der Abklatsch (auch Abklatschtest oder Abklatschprobe) ist eine Technik zur Bestimmung der Verunreinigung von Gegenständen und Personen, im Bereich der Lebensmittel produzierenden Industrie und der pharmazeutischen Industrie im Rahmen der „Guten Herstellungspraxis“ (Good Manufacturing Practice). Beim Abklatsch werden Plastikbehälter mit sterilen Fertignährböden an Gegenstände oder Körperteile von Personen gedrückt, um die dort befindlichen Mikroorganismen (beispielsweise Pilze und/oder Bakterien) zu übertragen. Danach wird der Behälter verschlossen und in einem Brutschrank bebrütet. Nachdem Wachstum der Keime erfolgt ist, kann die biologische Verunreinigung durch eine qualitative Artbestimmung und eine quantitative Auszählung der Kolonien bestimmt werden.

## Abklatschplatten
Abklatschplatten sind meist flache Kunststoffschalen, die mit einem sterilen Nährmedium (z. B. Entero-Agar, Malzextrakt-Agar) gefüllt sind. Auf der Unterseite der Schale befindet sich in der Regel ein Gitternetz, welches die abschließende Auszählung erleichtert. An den Seitenflächen der Schale wölbt sich der Nährboden nach oben, um den Abklatsch an sich zu erleichtern.

## Durchführung
Beim Abklatsch wird der Nährboden auf die zu testende Oberfläche gedrückt. Die verschlossene Schale kommt in den Brutschrank, wo sich die anhaftenden Mikroorganismen in kurzer Zeit zu zählbaren „Kolonien“ vermehren, die mit dem bloßen Auge erkennbar sind. 
Welche und wie viele Mikroorganismen sich auf einer Platte entwickeln können, hängt von der Zusammensetzung des Nährbodens ab. Ebenfalls ein Kriterium ist die getestete Oberfläche und das Lebensmittel, welches ggf. produziert wird.

## Aussagekraft
Die Ergebnisse eines Abklatschtests dienen in erster Linie der Orientierung. Unter Berücksichtigung des Nährstoffmediums sowie der Bebrütungstemperatur und -dauer erhält man eine Aussage über das quantitative Vorkommen von Mikroorganismen und deren Vermehrung unter Luftsauerstoff. Nach dem Erscheinungsbild der Kolonien lassen sich noch watteartige Schimmelpilze von Hefen und Bakterien unterscheiden. Eine weitergehende Differenzierung ist dagegen nicht bzw. nur unter Heranziehung weiterer Methoden möglich.

## Anwendungen
In Folge sind Anwendungsbeispiele gegeben, bei denen Abklatschtests meist routinemäßig durchgeführt werden.
- Hygieneüberprüfung von Reinräumen
- Gebäudesanierung
- Wundmanagement[1]
- Hygieneuntersuchungen von Möbel- oder Kleiderstücken
- Lokale Kontamination von Mensch und Tier
- Hygieneüberprüfung von Befeuchtern in Lüftungsanlagen nach VDI 6022